# Мулен (округ)
Округ Мулен (фр. Arrondissement de Moulins) — округ у Франції, в департаменті Альє. 2023 року округ об'єднував 109 муніципалітетів, населення становило 104 731 особу.
Адміністративний центр (супрефектура) — Мулен.

## Муніципалітети
Список муніципалітетів округу та їхні коди INSEE:
1. Аверм (03013)
2. Агонж (03002)
3. Бає (03018)
4. Баньє (03015)
5. Барбер'є (03016)
6. Бессе-сюр-Альє (03025)
7. Бессон (03026)
8. Болон (03019)
9. Бранса (03038)
10. Брене (03039)
11. Брессоль (03040)
12. Бурбон-л'Аршамбо (03036)
13. Бюксьєр-ле-Мін (03046)
14. Верней-ан-Бурбонне (03307)
15. В'єр (03312)
16. Вільнев-сюр-Альє (03316)
17. Вома (03300)
18. Вуссак (03319)
19. Ганне-сюр-Луар (03119)
20. Гарна-сюр-Анж'євр (03120)
21. Гуїз (03124)
22. Де-Шез (03099)
23. Деней-ле-Шантель (03096)
24. Діу (03100)
25. Домп'єрр-сюр-Бебр (03102)
26. Етрусса (03112)
27. Женнетін (03121)
28. Жипсі (03122)
29. Ігранд (03320)
30. Ізер (03321)
31. Контіньї (03083)
32. Крессанж (03092)
33. Кузон (03090)
34. Куландон (03085)
35. Куланж (03086)
36. Кулевр (03087)
37. Ла-Ферте-Отрив (03114)
38. Ла-Шапель-о-Шасс (03057)
39. Лафелін (03134)
40. Ле-Вердр (03309)
41. Ле-Монте (03183)
42. Ле-Тей (03281)
43. Лімуаз (03146)
44. Лориж (03148)
45. Луші-Монфан (03149)
46. Люзіньї (03156)
47. Люрсі-Леві (03155)
48. Мариньї (03162)
49. Марсена (03160)
50. Меє (03170)
51. Мерсі (03171)
52. Меяр (03169)
53. Моліне (03173)
54. Монбеньї (03180)
55. Монете-сюр-Альє (03176)
56. Монете-сюр-Луар (03177)
57. Монтії (03184)
58. Монтор (03188)
59. Мулен (03190)
60. Неві (03200)
61. Неї-ле-Реаль (03197)
62. Нер (03198)
63. Нуаян-д'Альє (03202)
64. Обіньї (03009)
65. Оруе (03011)
66. Отрі-Іссар (03012)
67. Паре-ле-Фрезій (03203)
68. Паре-су-Бріай (03204)
69. П'єррфітт-сюр-Луар (03207)
70. Пузі-Мезанжі (03210)
71. Рокль (03214)
72. Саліньї-сюр-Рудон (03265)
73. Сен-Вуар (03263)
74. Сен-Жеран-де-Во (03234)
75. Сен-Жермен-де-Саль (03237)
76. Сен-Ілер (03238)
77. Сен-Леопарден-д'Ожі (03241)
78. Сен-Мартен-де-Ле (03245)
79. Сен-Мену (03247)
80. Сен-Плезір (03251)
81. Сен-Пурсен-сюр-Бебр (03253)
82. Сен-Пурсен-сюр-Сіуль (03254)
83. Сен-Сорнен (03260)
84. Сент-Еннемон (03229)
85. Сент-Обен-ле-Моньяль (03218)
86. Сессе (03049)
87. Сольсе (03267)
88. Сувіньї (03275)
89. Такса-Сена (03278)
90. Требан (03287)
91. Треволь (03290)
92. Тронже (03292)
93. Тулон-сюр-Альє (03286)
94. Тьєль-сюр-Аколен (03283)
95. Флер'єль (03115)
96. Франшесс (03117)
97. Фурій (03116)
98. Шантель (03053)
99. Шапо (03054)
100. Шарей-Сентра (03059)
101. Шарру (03062)
102. Шасснар (03063)
103. Шатель-де-Невр (03065)
104. Шатійон (03069)
105. Шато-сюр-Альє (03064)
106. Шевань (03074)
107. Шезі (03076)
108. Шемії (03073)
109. Юссель-д'Альє (03294)